# Günther Fielmann

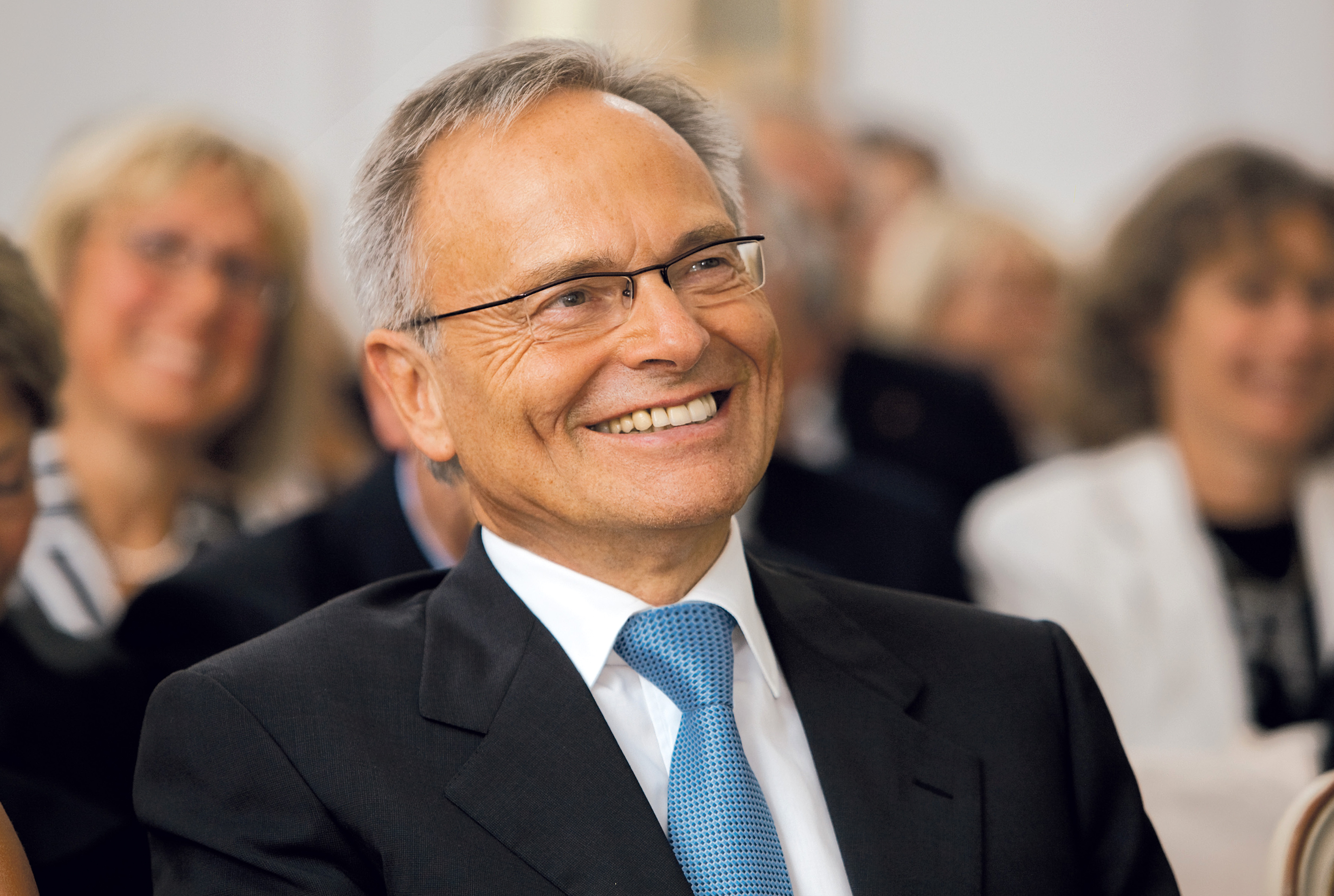
Günther Fielmann (2009)

Günther Klaus Fielmann (* 17. September 1939 in Stafstedt, Schleswig-Holstein; † 3. Januar 2024 in Lütjensee) war ein deutscher Unternehmer. Er war Gründer und Mehrheitsaktionär der Fielmann AG.

## Leben
Günther Klaus Fielmann wurde 1939 als zweites Kind von Wilhelm und Luise Fielmann geboren; sein Vater war Lehrer (Oberstudiendirektor), seine Mutter Hausfrau. Er wollte Fotograf werden, doch auf Geheiß seines Vaters begann er 1956 eine Optikerlehre. 1965 machte er den Abschluss als staatlich geprüfter Augenoptiker und Augenoptikermeister. Anschließend arbeitete er für die Optikkonzerne Essilor und Bausch & Lomb.
1972 eröffnete er sein erstes Geschäft in Cuxhaven. Im Jahre 1981 revolutionierte Fielmann den Brillenmarkt, indem er 90 modische Modelle der Kassenbrille ohne Zuzahlung (Werbeslogan: Zum Nulltarif) anbot. Durch diese Liberalisierung des Marktes sowie durch niedrige Preise und offensives Marketing wuchs sein Unternehmen schnell. 1982 wurde in Kiel ein Fielmann-Fachgeschäft mit mehr als 7000 Brillen und einer Hologramm-Dauerausstellung eröffnet. 1994 wurde die Fielmann KG in die Aktiengesellschaft Fielmann AG umgewandelt und an die Börse gebracht. Die Fielmann AG hat in Deutschland mittlerweile einen Marktanteil von 50 Prozent.
Günther Fielmann engagierte sich mit einem Biobetrieb in der Landwirtschaft. Ihm gehörten das rund 1600 ha große Gut Schierensee, das 470 ha große Gut Marutendorf (Demeterbetrieb) in Achterwehr, der 180 ha große Hof Möglin in Krummwisch und der Hof Lütjensee im Kreis Stormarn, Schleswig-Holstein. Fielmann vertrieb seine Ökoprodukte unter der Marke Hof Lütjensee.
Als Naturschützer engagierte er sich zudem für die Schutzgemeinschaft Deutscher Wald (SDW), insbesondere für deren Baumpflanz-Aktionen zum „Tag des Baumes“. Seit 2001 unterstützte er mit einem zweistelligen Millionenbetrag Forscher der Christian-Albrechts-Universität zu Kiel, die auf seinem Hof Ritzerau die Konsequenzen ökologischer Landwirtschaft untersuchen.
2002 kaufte die gemeinnützige Fielmann-Akademie vom Land Schleswig-Holstein die einstige Sommerresidenz des dänischen Königs, Schloss Plön und ließ es aufwändig sanieren. Im Schloss werden seither Augenoptiker ausgebildet, außerdem wird seit dem Wintersemester 2005/06 in Zusammenarbeit mit der Fachhochschule Lübeck ein Studiengang zum Optometristen angeboten.
Jedes Jahr ließ er einen Baum für jeden seiner Mitarbeiter pflanzen. Bis Mai 2009 kam er somit auf mehr als eine Million gepflanzter Bäume.
Aus der 1988 geschlossenen und 2004 geschiedenen Ehe mit der Studentin und späteren Literaturwissenschaftlerin Heike Fielmann stammen die Kinder Marc (* 1989) und Sophie Luise (* 1994). Mitte 2012 teilte Fielmann mit, sein Sohn Marc solle das Unternehmen eines Tages übernehmen. Marc Fielmann rückte am 1. Januar 2016 in den Vorstand auf und übernahm dort die Verantwortung für das Marketing. Im April 2017 gab das Unternehmen bekannt, Günther Fielmann werde bis Ende Juni 2020 Vorstandschef bleiben. Am 12. April 2018 wurde Marc Fielmann neben seinem Vater zum Vorstandsvorsitzenden ernannt (Doppelspitze). Am 21. November 2019 übernahm Marc Fielmann den alleinigen Vorstandsvorsitz, Günther Fielmann schloss damit den Generationenwechsel ab und verließ den Vorstand.
Fielmann starb im Alter von 84 Jahren am 3. Januar 2024 in seinem Wohnort Lütjensee im Kreise seiner Familie.

## Ehrungen
Günther Fielmann erhielt 2000 das Bundesverdienstkreuz Erster Klasse und wurde vom Land Schleswig-Holstein im Jahr 2002 zum Ehrenprofessor ernannt. 2003 wurde er in der Kategorie Lebenswerk mit dem Deutschen Gründerpreis ausgezeichnet. Die Agrar- und Ernährungswissenschaftliche Fakultät der Christian-Albrechts-Universität zu Kiel verlieh ihm im Dezember 2004 die Ehrendoktorwürde. Im Jahr 2011 wurde Fielmann in die Hall of Fame des Manager Magazins aufgenommen. 2016 wurde er Ehrenbürger Schleswig-Holsteins für sein Wirken als Umwelt-, Natur- und Denkmalschützer sowie als Stifter und Mäzen. In seiner Heimatgemeinde Stafstedt ist der Günther-Fielmann-Platz nach ihm benannt.
Weitere Ehrungen
- 1989: Horizont Award[22]
- 2002: Mensch des Jahres in Schleswig-Holstein[23]
- 2005: Ehrenbürger der Gemeinden Stafstedt und Lütjensee[24]
- 2007: Ehrenmitglied der Schutzgemeinschaft Deutscher Wald[25]
- 2011: Unternehmer des Jahres – Verleihung des Goldenen Bullen durch die Zeitschrift €uro[26]
- 2012: Deutscher Handelspreis – Verleihung in der Kategorie Lifetime Award durch den Handelsverband Deutschland (HDE)[27]
- In seinem Geburtsort Stafstedt in Schleswig-Holstein findet man den „Günther-Fielmann-Platz“.
- 2016: Großes Bundesverdienstkreuz[28]
- 2017: Ehrenbürger der Stadt Plön[29]

## Vermögen
Günther Fielmann besaß laut Forbes-Liste (The World’s Billionaires) mitsamt seiner Familie ein Vermögen von 6 Milliarden US-Dollar. Damit nahm er im Jahr 2021 Platz 451 der reichsten Menschen der Welt ein.